# Kněžík srpkovitý
Kněžík srpkovitý (Thalassoma lunare) je mořská ryba z čeledi pyskounovití (Labridae). Pochází z Indického a Tichého oceánu, od Rudého moře po Japonsko a Nový Zéland. Jedná se o protogynní hermafrodity, samice se v pozdějším věku mění v samce.